# ワンダーランド ロード・レノックスと光の騎士
「ワンダーランド ロード・レノックスと光の騎士」(英題：The Mystery of the Black Rose Castle）は、2001年にハンガリーで製作されたファンタジーアドベンチャー映画。上映時間95分。アメリカではテレビドラマとして公開された。 

## スタッフ
- 監督: バルナ・カバイ、カタリン・ペテーニ
- 脚本: チャールズ・ニューコム、カタリン・ペテーニ
- 製作: バルナ・カバイ
- 撮影: ティボル・マーテー・H.S.C.
- 編集: マリ・ミクローシュ
- 音楽: ヨゼフ・メトカルフェ
- 出演: ジョーコ・ロジック、トラヴィス・キスゲン、ジェイムズ・シャンツァー

## パッケージソフト
DVD「ワンダーランド ロード・レノックスと光の騎士」2003年1月24日発売。パンド。

## 関連事項
- ワンダーランド ロード・レノックス最後の冒険 本作品の続編。